# Armenia (Romeinse provincie)
Armenia was van 114 tot 117 na Chr. een provincie van het Romeinse Rijk.
Het gebied van de provincie Armenië omvatte Armenia Inferior en het koninkrijk Armenië en werd in 114 na Chr. door keizer Trajanus tot een Romeinse provincie gemaakt. De aanleiding hiervoor was dat kort daarvoor de Parthische koning Osroes I de Romeinse vazalkoning Exedares van het koninkrijk Armenië afzette en zijn eigen neef Parthamasiris op de Armeense troon plaatste. Keizer Trajanus trok daarop met zijn legers naar Armenië, heroverde het en maakte het gebied tot een Romeinse provincie. Vervolgens veroverde hij delen van het Parthische rijk, en maakte deze tot de provincie Mesopotamia.
Na de dood van Trajanus in 117 besloot zijn opvolger Hadrianus de Romeinse legers terug te trekken uit de gebieden ten oosten van de Eufraat. Mesopotamia werd weer deel van het Parthische Rijk. Armenië werd opnieuw een vazalstaat van de Romeinen.